# Meadow Valley
Meadow Valley és una concentració de població designada pel cens dels Estats Units a l'estat de Califòrnia. Segons el cens del 2000 tenia 575 habitants.

## Demografia
Segons el cens del 2000, Meadow Valley tenia 575 habitants, 263 habitatges, i 173 famílies. La densitat de població era de 26,1 habitants/km².
Dels 263 habitatges en un 25,9% hi vivien nens de menys de 18 anys, en un 55,5% hi vivien parelles casades, en un 6,8% dones solteres, i en un 34,2% no eren unitats familiars. En el 28,1% dels habitatges hi vivien persones soles el 10,3% de les quals corresponia a persones de 65 anys o més que vivien soles. El nombre mitjà de persones vivint en cada habitatge era de 2,19 i el nombre mitjà de persones que vivien en cada família era de 2,66.
Per edats la població es repartia de la següent manera: un 21,2% tenia menys de 18 anys, un 5% entre 18 i 24, un 25,4% entre 25 i 44, un 33,4% de 45 a 60 i un 15% 65 anys o més.
L'edat mediana era de 44 anys. Per cada 100 dones de 18 o més anys hi havia 106,8 homes.
La renda mediana per habitatge era de 33.571 $ i la renda mediana per família de 45.469 $. Els homes tenien una renda mediana de 40.000 $ mentre que les dones 30.667 $. La renda per capita de la població era de 19.726 $. Entorn del 10,6% de les famílies i l'11,5% de la població estaven per davall del llindar de pobresa.

## Poblacions més properes
El següent diagrama mostra les poblacions més properes.